# Luxiaria noda
Luxiaria noda là một loài bướm đêm trong họ Geometridae.